# Microframework
 (octobre 2020).
Un microframework désigne un framework de développement web minimaliste. Il embarque pas ou peu les fonctionnalités les plus couramment attendues dans un framework classique comme : 
- Gestion de comptes, authentification, autorisation, rôles
- Couche d'abstraction de base de données, mappage objet-relationnel
- Validation et assainissement des formulaires

En règle générale, un microframework facilite la réception d'une requête HTTP, l'acheminement de la requête HTTP vers le contrôleur approprié et le renvoi d'une réponse HTTP. Les microframeworks sont souvent spécifiquement conçus pour créer des API Web. Par exemple, le microframework Flask est particulièrement adapté pour le développement de microservices et d'API.